# MILVA
MILVA (англ. Military Vetronics (Vehicle Electronics) Association) — Асоціація військової ветроніки, до якої входять 19 держав-членів НАТО та країн-партнерів.

## Напрями діяльності
Основним об'єктом уваги MILVA є ключові технології пілотованих та безекіпажних бойових броньованих машин, які умовно можна розділити на три основні групи:
- Ветроніка (Vetronics) — охоплює електронні технології окремої платформи та їх інтеграцію в межах окремої машини;
- Систроніка (Systronics, System of Systems Electronics) — технології інтеграції електронних систем окремих бойових платформ в мережну систему систем, забезпечення інтерфейсу між мережами платформ на тактичному та оперативному рівнях;
- Humatics — технології, що включають фізіологічні, психологічні, медичні та ергономічно-експлуатаційні аспекти екіпажних станцій, солдатсько-машинного інтерфейсу та інтеграції пілотованих і безекіпажних машин.

Головним своїм завданням MILVA вбачає впровадження модульних архітектур відкритих систем (Modular Open System Architectures, MOSA) в усі броньовані бойові машини . Потенційно вимогам MOSA відповідають архітектури платформ VICTORY (США), GVA (Generic Vehicle Architecture, Велика Британія) та NGVA (NATO Generic Vehicle Architecture).

## Історія MILVA
Історія MILVA бере початок з 1993 р., коли була заснована міжнародна група користувачів високошвидкісних даних (International HighSpeed Data User Group, IHSDB-UG). У 2003 р. вона була перейменована у MILVA.

## Структура MILVA
Діяльність MILVA реалізується на рівні робочих груп. Основною з них є робоча група по стандартизації архітектури транспортних засобів NGVA (MILVA NGVA Working Group).
Крім робочої групи NGVA, у структурі MILVA функціонують група з менеджменту стандартів, групи з розробки та супроводження стандартів STANAG 4628 «Інтерфейс CAN-bus», STANAG 4697 «Платформи розширеного відео» (Platform Level Extended Video (PLEVID)), віртуальний багатонаціональний дослідний центр із ветроніки (Distributed Virtual Multinational Vetronics Research Center, угоду про створення центру підписали представники урядів Великої Британії, Німеччини, Франції, Чехії, Швеції).
Головою MILVA є дипломований інженер Ганс-Джозеф Маас (Hans-Josef Maas, Німеччина).
MILVA тісно взаємодіє з експертами НАТО групи LCG LE, що входить до складу NAAG CNAD.